# Formica nevadensis
Formica nevadensis é uma espécie de formiga do gênero Formica, pertencente à subfamília Formicinae.